# وییاگارسون (پوتومایو)
وییاگارسون (پوتومایو) (به اسپانیایی: Villagarzón) یک سکونتگاه مسکونی در کلمبیا است که در بخش پوتومایو واقع شده‌است.